# ريكاردو فيريرا
ريكاردو فيريرا (25 نوفمبر 1992 بميسيساغا في كندا - ) هو لاعب كرة قدم كندي وبرتغالي في مركز الدفاع. شارك مع منتخب البرتغال تحت 17 سنة لكرة القدم ومنتخب البرتغال تحت 18 سنة لكرة القدم ومنتخب البرتغال تحت 19 سنة لكرة القدم ومنتخب البرتغال تحت 20 سنة لكرة القدم ومنتخب البرتغال تحت 21 سنة لكرة القدم. أما مع النوادي، فقد لعب مع إيه سي ميلان وسبورتينغ براغا ونادي إمبولي ونادي باسوش دي فيريرا ونادي أولهانينسي.

## وصلات خارجية
- ريكاردو فيريرا على موقع الاتحاد الأوربي (الإنجليزية)
- ريكاردو فيريرا على موقع قاعدة بيانات كرة القدم.إي يو (الإنجليزية)
- ريكاردو فيريرا على موقع ناشيونال فوتبول تيمز (الإنجليزية)
- ريكاردو فيريرا على موقع Soccerway.com (الإنجليزية)
- ريكاردو فيريرا على موقع عالم كرة القدم.نت (الإنجليزية)
- ريكاردو فيريرا على موقع AS.com (الإسبانية)